# Circonscription de Makin
La circonscription de Makin est une circonscription électorale australienne en Australie-Méridionale. Elle a été créée en 1984 et porte le nom de Norman Makin qui fut parlementaire et diplomate.
Elle est située dans la lointaine banlieue nord-est d'Adélaïde et va de Ville de Tea Tree Gully au nord de Grand Junction Road aux localités d'Ingle Farm, Pooraka, Salisbury Heights et Walkley Heights. Un vote à droite religieux significatif existe dans le sud de la circonscription.
C'est une circonscription disputée.

## Représentants
| Nom          | Parti        | Période de mandat |
| ------------ | ------------ | ----------------- |
| Peter Duncan | Travailliste | 1984–1996         |
| Trish Draper | Libéral      | 1996–2007         |
| Tony Zappia  | Travailliste | 2007–en cours     |

## Résultats
| Parti                            | Parti                        | Candidat                     | Voix    | %     | ±     |
| -------------------------------- | ---------------------------- | ---------------------------- | ------- | ----- | ----- |
|                                  | Travailliste                 | Tony Zappia                  | 49 843  | 46,30 | −2,12 |
|                                  | Libéral                      | Alan Howard-Jones            | 33 840  | 31,44 | −1,44 |
|                                  | Verts                        | Emma Mustaca                 | 12 317  | 11,44 | +2,81 |
|                                  | Une nation                   | Rajan Vaid                   | 5 097   | 4,74  | +4,74 |
|                                  | UAP                          | Kimberley Drozdoff           | 4 638   | 4,31  | −2,13 |
|                                  | Fédération                   | Abram Lazootin               | 1 907   | 1,77  | +1,77 |
| Total des suffrages exprimés     | Total des suffrages exprimés | Total des suffrages exprimés | 107 642 | 95,87 | +0,36 |
| Votes nuls                       | Votes nuls                   | Votes nuls                   | 4 639   | 4,13  | −0,36 |
| Participation                    | Participation                | Participation                | 112 281 | 91,20 | −1,92 |
| Résultat de préférence bipartite |                              |                              |         |       |       |
|                                  | Travailliste                 | Tony Zappia                  | 65 444  | 60,80 | +1,08 |
|                                  | Libéral                      | Alan Howard-Jones            | 42 198  | 39,20 | −1,08 |
|                                  | Travailliste retenir         | Travailliste retenir         | Swing   | +1,08 |       |